# Place Aristide-Briand (Nantes)
Pour les articles homonymes, voir Place Aristide-Briand.
La place Aristide-Briand est une voie de Nantes, en France.

## Situation et accès
Située dans le centre-ville de Nantes, la place se trouve à la convergence des rues Descartes, Marceau, La Fayette, Général-Meusnier et Alphonse-Gautté.

## Origine du nom
Elle honore Aristide Briand, avocat nantais, onze fois Président du Conseil et vingt fois ministre, qui joue un rôle essentiel dans les relations internationales après la Première Guerre mondiale. 

## Historique
La création de la place est encore un projet assez vague en 1809. Le plan de la petite place de Berry est dessiné telle qu'elle est en 1822 par François-Jean-Baptiste Ogée. En 1824 apparaissent des projets d'urbanisme. Il faut attendre une ordonnance royale, en date du 7 avril 1845, déclarant d'utilité publique les travaux de construction d'un palais de Justice, d'une prison et d'une caserne de gendarmerie pour que le projet d'aménagement d'une vaste place prenne forme.
Le palais de Justice, construit sur les plans de Saint-Félix Seheult et Joseph-Fleury Chenantais, est inauguré en 1852, sur le côté nord de la place. La caserne de la gendarmerie est achevée en 1864, sur son côté ouest, tandis que la prison (également œuvre de Chenantais) est ouverte en 1869, à l'angle nord-ouest.
En 1867, la place est ornée, en son centre, d'une statue inaugurée le 15 septembre, à la mémoire d'Adolphe Billault, avocat et ministre de Napoléon III, né à Vannes en 1805 et mort en 1863 au château des Grésillères, à Basse-Goulaine. Cependant, elle est retirée en 1872, après la chute du Second Empire. Elle était entourée de quatre autres statues de bronze : la Jurisprudence, l'Éloquence, la Justice et l'Histoire. Celles-ci sont utilisées en 1872 pour orner un autre monument, érigé boulevard de Launay, à la mémoire des combattants tués lors de la guerre de 1870, puis rejoignent les caves du palais de justice. La statue de Billault, placée dans le parc du musée Dobrée, est réquisitionnée par l'armée allemande lors de la Seconde Guerre mondiale et fondue pour en récupérer le bronze.
L'esplanade prend d'abord les noms de « place de la Reconnaissance », puis « place de Berry », puis elle reçoit le nom de « Place La Fayette », avant que le conseil municipal ne décide de lui attribuer, le 30 décembre 1918, son nom actuel. Cependant, le Conseil des ministres décide, en 1919, d'ajourner jusqu'à nouvel ordre les hommages publics à des personnalités, dont Aristide Briand. La « place La Fayette » conserve alors provisoirement son nom. Il faut attendre une délibération du conseil municipal du 21 mars 1932, pour que son nom actuel lui soit officiellement attribué, quelques jours après le décès d'Aristide Briand.
Le 19 décembre 1985, la place est neutralisée par les forces de l'ordre durant 36 heures, lors de la prise d'otages organisée par Georges Courtois, aidé de deux complices, pendant son procès en cour d'assises.
Le parking souterrain qui se trouve sous l'esplanade est inauguré le 19 décembre 1986 ; il compte 307 places.
En 2000, le palais de justice de Chenantais et Seheult ferme ses portes, l'administration judiciaire occupant dès lors un nouvel équipement, sur l'île de Nantes. Après plus de deux ans de travaux, le bâtiment est reconverti en hôtel de luxe 4 étoiles, le Radisson Blu, inauguré le 19 novembre 2012.
L'ancienne caserne de gendarmerie rebaptisée « Carré Lafayette », désertée par les militaires, a été réaménagé afin d'y héberger des commerces, des logements et un spa-balnéo,.
Cinq mois après sa fermeture, l'ancienne maison d'arrêt, attenante à l'hôtel, ferme ses portes le 2 juin 2012, avant de pouvoir être livrée aux démolisseurs. Au printemps 2020, elle doit laisser la place à des logements neufs, des commerces, un crèche et un parking souterrain de 400 places, tandis que l'ancien bâtiment du greffe et le portail qui seront conservés abriteront respectivement un théâtre et un débit de boissons.
À l'automne 2017, la place a fait l'objet d'un réaménagement permettant l'agrandissement significatif de l'îlot central initial occupé par le patio du parking souterrain. Celui-ci est désormais entouré d'un jardin agrémenté de plantes vivaces, gazon et stabilisé, avec des cheminements piétons, sur lequel il a été d'installé des appuis vélos et des sièges. Ces travaux qui ont duré deux mois avaient aussi pour finalité de supprimer le stationnement « sauvage » qui sévissait jusqu'ici au centre de cette place,.

## Bâtiments remarquables et lieux de mémoire

Côté nord, l'ancien palais de justice
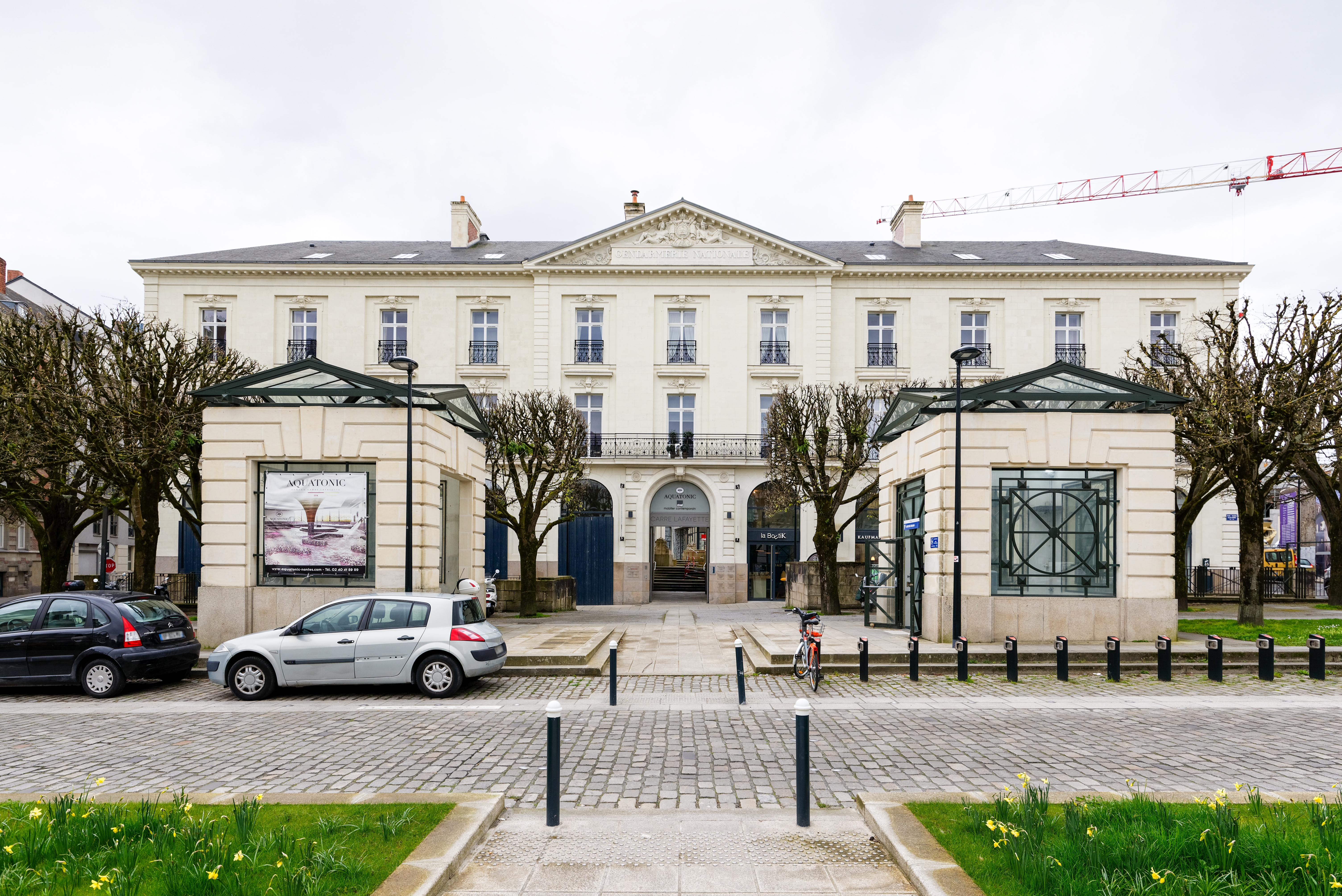
Côté ouest, l'ancienne caserne de gendarmerie
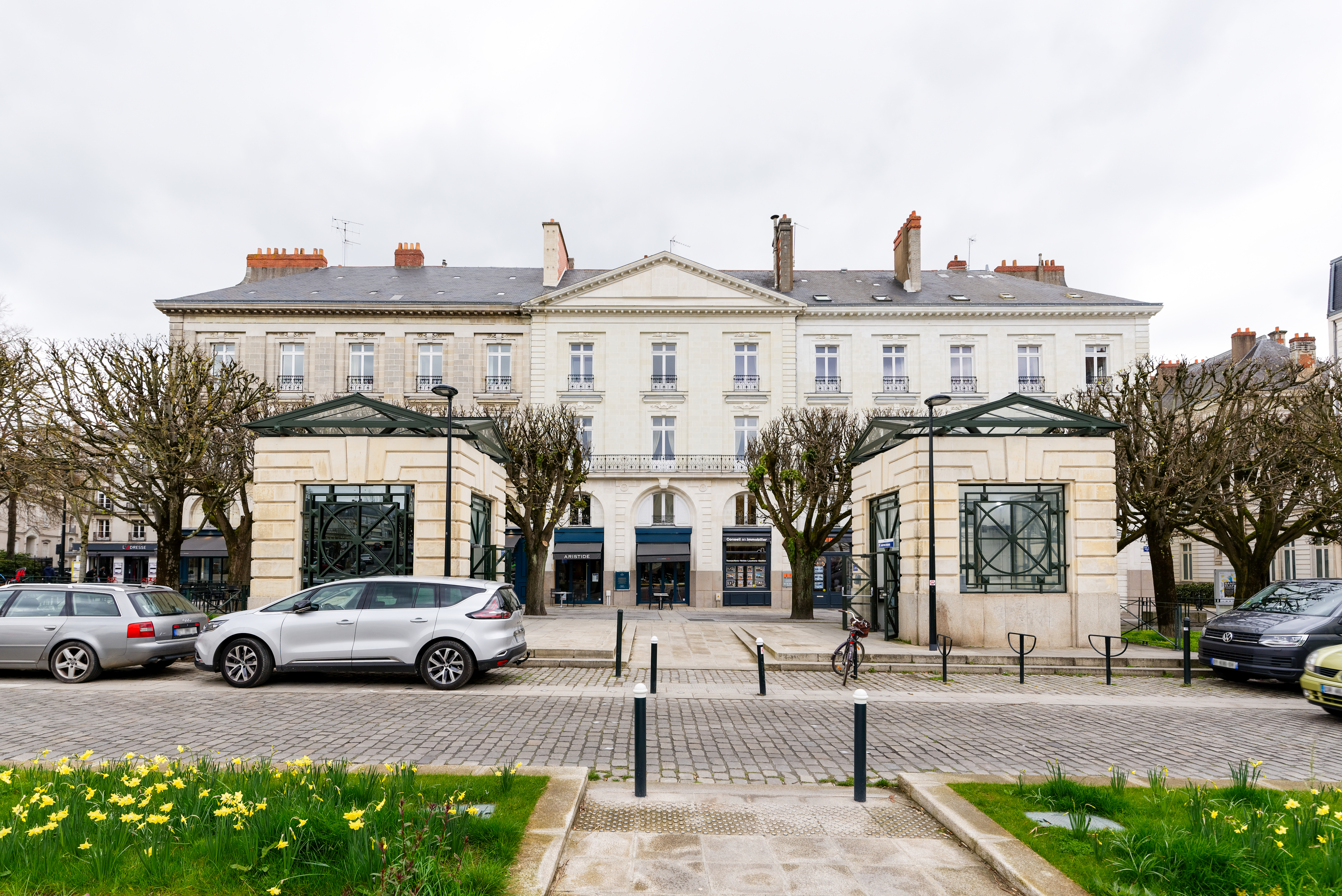
Côté est
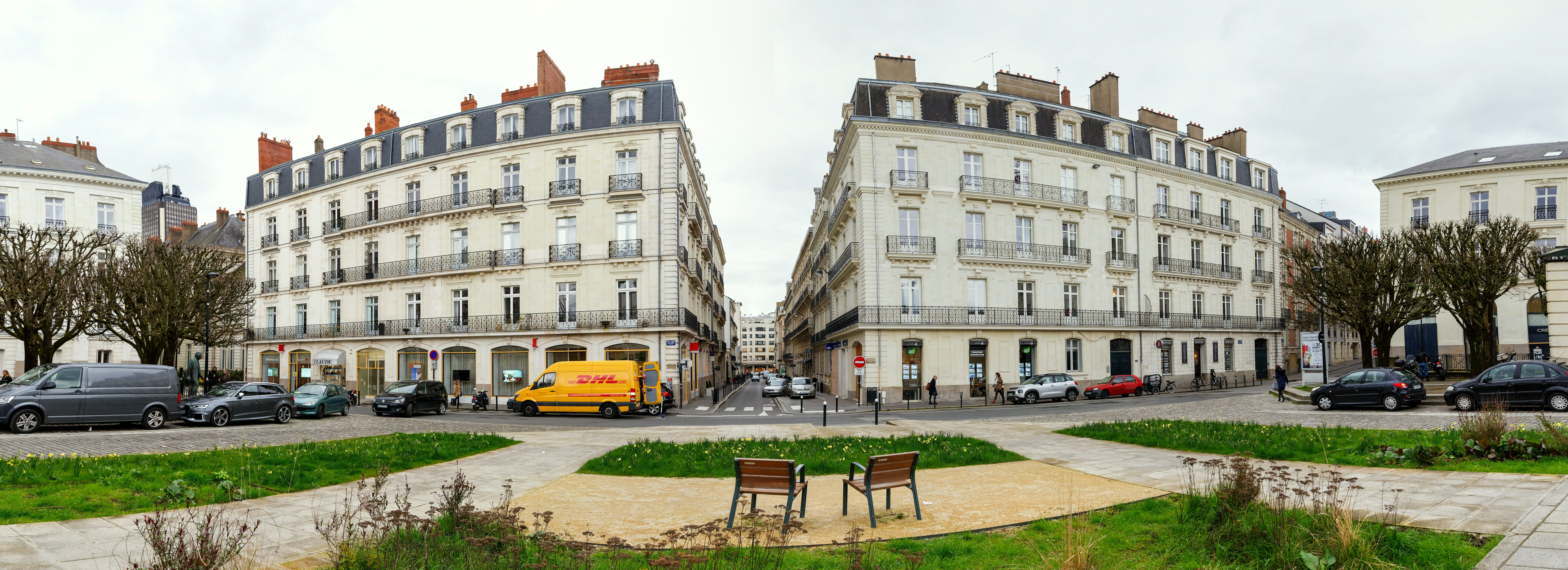
Côté sud, dans l'axe de la rue La Fayette